# Colin McKay
Colin McKay (Saskatchewan, 29 agosto 1975) è uno skater canadese.

## Carriera
Ha iniziato la carriera inizialmente nel team Peralta di Stacy Peralta, successivamente nel 1991 insieme al compagno Danny Way ha fatto parte del brand di tavole originale Plan B.
Nel 1995 è passato al brand di tavole Girl apparendo successivamente nel video chocolate.
Nel 2000 durante gli X Games nella categoria best trick ha lottato fino all'ultimo con Bob Burnquist per la vittoria finale.
Nel 2005 con la rinascita del team Plan B sia Danny Way che Colin tornarono sotto questo brand insieme a Paul Rodríguez, Jereme Rogers e P.J Ladd.
Colin è sponsorizzato oltre alla Dc Skate Shoes dalla Nixon, Plan B e dalla Independent Trucks.

## Videogiochi
Colin Mckay è apparso nel videogioco ESPN X games skateboarding  e nelle tre edizioni EA Sports di Skate oltre a Evolution Skateboarding (2001) e Mtv Sports: Skateboarding.